# Winona (Mississippi)
Winona é uma cidade localizada no estado americano de Mississippi, no Condado de Montgomery.

## Demografia
Segundo o censo americano de 2000, a sua população era de 5482 habitantes.
Em 2006, foi estimada uma população de 4824, um decréscimo de 658 (-12.0%).

## Geografia
De acordo com o United States Census Bureau tem uma área de
33,9 km², dos quais 33,8 km² cobertos por terra e 0,1 km² cobertos por água. Winona localiza-se a aproximadamente 116 m acima do nível do mar.

## Localidades na vizinhança
O diagrama seguinte representa as localidades num raio de 20 km ao redor de Winona.